# Mika Kauhanen
Mika Kauhanen (* 14. September 1989 in Kuopio) ist ein ehemaliger finnischer Skispringer, der für den Verein Puijon Hiihtoseura startet.
Kauhanen hatte seine ersten internationalen Auftritte im drittklassigen FIS-Cup im Dezember 2005.
Am 7. Januar 2006 debütierte er im Skisprung-Continental-Cup im slowenischen Planica mit einem 55. Platz. Seine ersten Punkte in dieser Wettkampfserie holte er am 2. Dezember 2007 in Pragelato, als er einen 14. Rang belegte. Dies ist auch seine bisher beste Platzierung im COC.
Im März 2007 gewann der Schüler des Sportgymnasiums Kuopio bei den Junioren-Weltmeisterschaften im italienischen Tarvisio die Bronzemedaille im Teamspringen an der Seite von Sami Niemi, Olli Muotka und Lauri Asikainen.
Sein Weltcupdebüt gab Kauhanen am 29. November 2008, als er sich über die Nationale Gruppe für den Wettkampf in Kuusamo qualifizierte. Sein erstes Weltcup-Springen beendete er auf dem 49. Platz.